# Cruauté envers les animaux

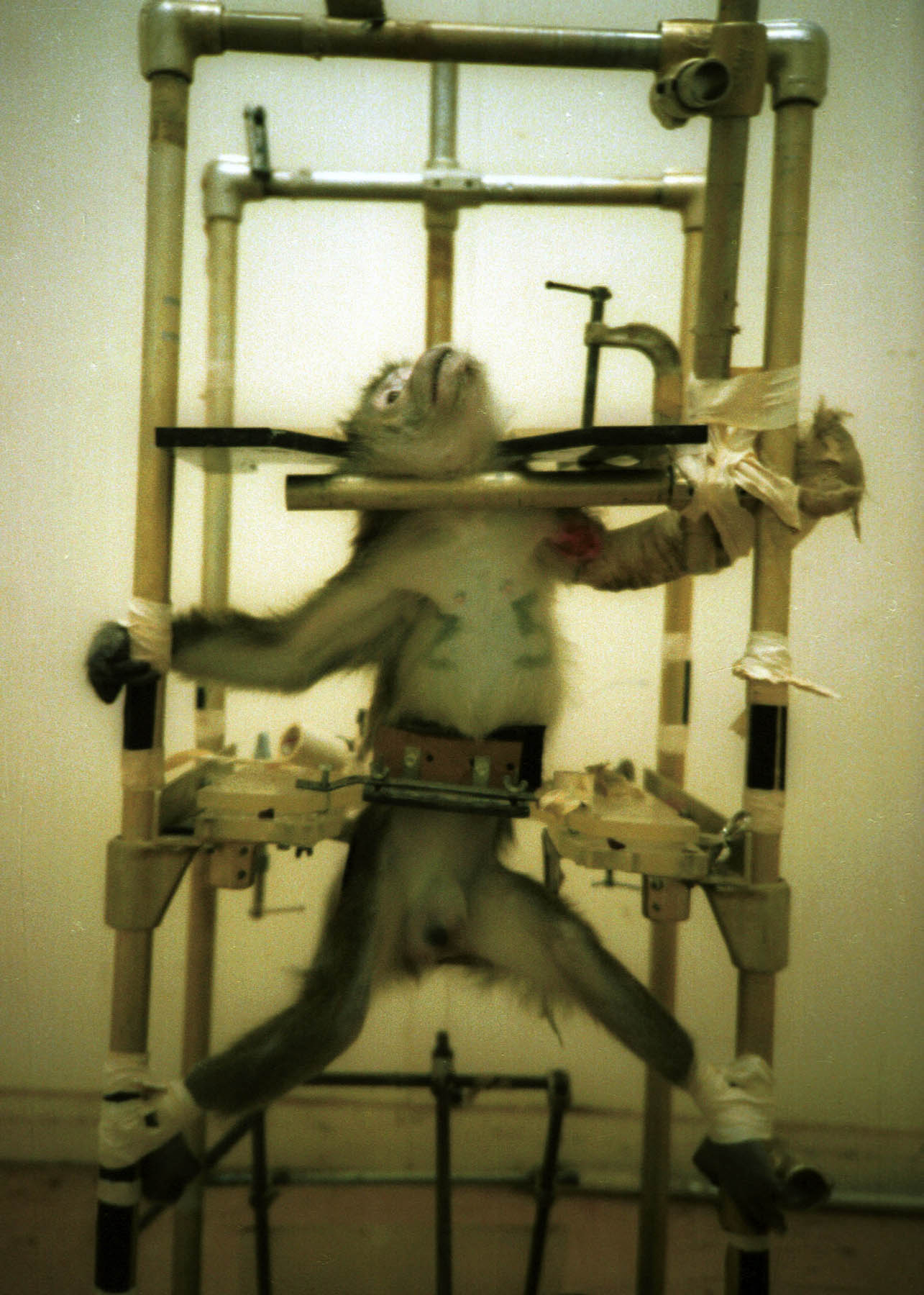
Maltraitance d’un singe, dans un laboratoire de recherche comportementale, en 1981.

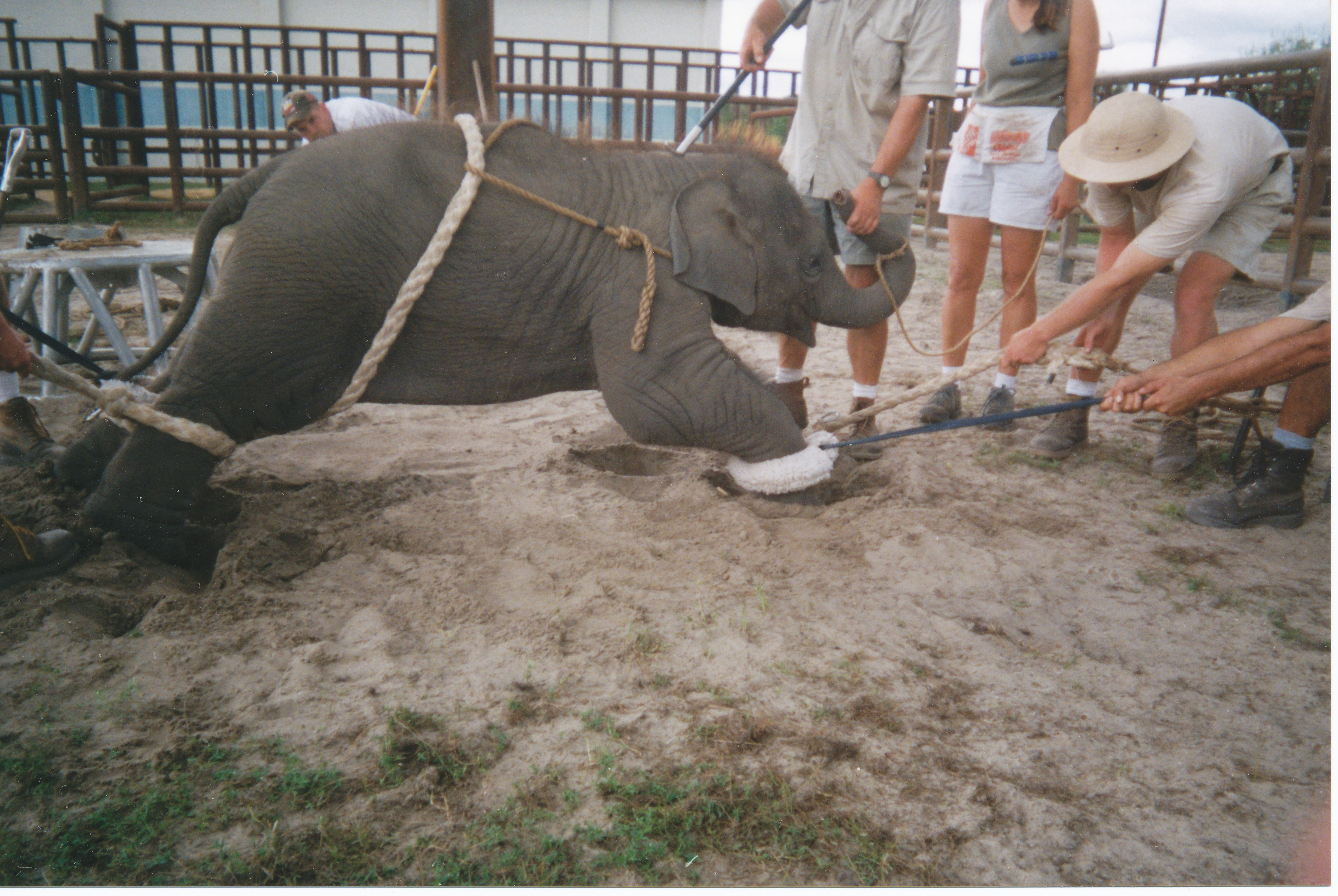
Éléphanteau entraîné à exécuter un numéro de cirque.

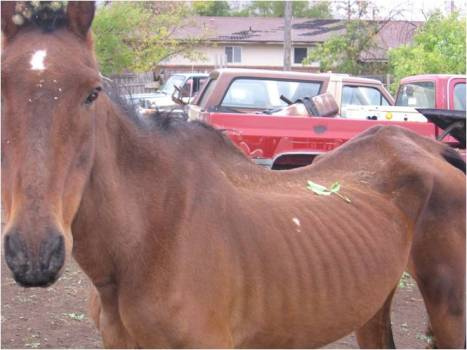
Un cheval subissant de la négligence ; il est en sous-nutrition.

La cruauté envers un animal, ou maltraitance envers un animal, est le fait qu'un être humain fasse subir à un animal, qu'il soit sauvage, domestique, apprivoisé ou tenu en captivité, un acte visant à lui faire du mal ou à le tuer de façon inappropriée, que ce soit sous forme active (par le biais d'armes, de coups, de blessures) ou sous forme passive (négligence).

## Contextes
Cette cruauté peut s'exprimer de différentes manières. Elle peut être le fruit du comportement violent de la part d'une personne envers son animal domestique, à qui il va faire subir des violences gratuites c'est-à-dire ne pas le nourrir ou le faire vivre dans d'atroces souffrances comme des violences physiques.
Mais la maltraitance animale peut aussi se retrouver dans des cadres plus officiels comme :
- la recherche scientifique avec la vivisection d'animaux, que l'on appelle aussi expérimentation animale,
- la cosmétique avec l'utilisation d'animaux pour la composition de certains produits ou afin de tester les dits produits, les marques cosmétiques implantées en Chine sont contraintes à réaliser des tests sur les animaux, nombreuses sont donc les marques qui testent sur les animaux,
- le textile qui utilise les animaux pour leur fourrure et où le contexte de mise à mort de l'animal est souvent contesté.

Les chercheurs se sont basés sur les cinq libertés de l’animal : ne pas souffrir de faim ou de soif, de pas être victime d’inconfort, ne pas subir de douleurs, blessures ou maladies, pouvoir exprimer un comportement naturel pour son espèce et ne pas éprouver de peur ou de détresse.

## Formes de maltraitance et cruauté sur les animaux
La cruauté envers un animal est souvent divisée en deux catégories principales : active et passive. La forme active relève des coups de tous types infligés directement à un animal tandis que la cruauté passive est un état de négligence, dans lequel un manque d'agissement est plus fatal que l'agissement en lui-même.
La cruauté active désigne le fait de blesser et de faire souffrir intentionnellement et directement un animal.

### Maltraitances liées au spectacle et au divertissement
Au cours des derniers siècles, de nombreux jeux cruels de lancer d'animaux étaient en vogue comme le lancer de renard en Allemagne et le jeu de l'oie en Belgique. Ces lancers d'animaux n'existent plus ; ils sont parfois réalisés avec des animaux morts. 

#### Tauromachie

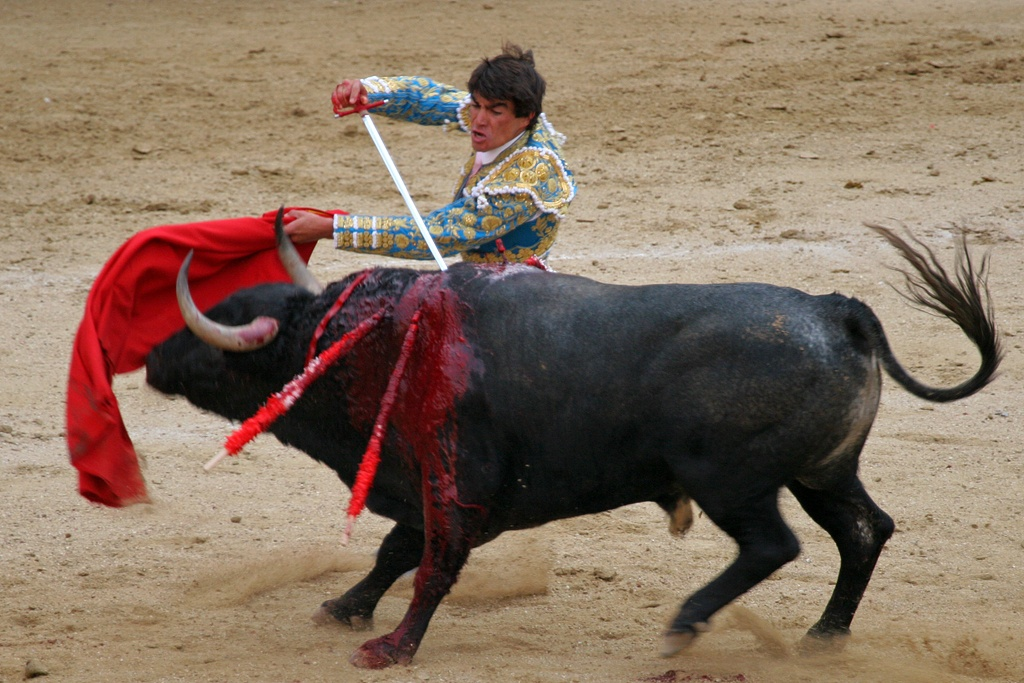
La corrida considérée par certains comme un sport l'est aussi par d'autres comme symbole de la cruauté envers les animaux.

Différentes formes de tauromachies sont encore exercés parmi celles-ci :
- La corrida
- La course de taureaux fait partie des rares exceptions non punies par l'article 521-1 du Code Pénal français. Elle est autorisée dans certaines communes du sud de la France qui font perdurer cette tradition, inscrite par le Ministère de la culture en janvier 2011 au patrimoine culturel immatériel de la France. Ces courses sont aussi autorisées en Espagne, dans divers états d’Amérique latine et dans quelques communes du Portugal.
- L'Abrivado

#### Combat d'animaux

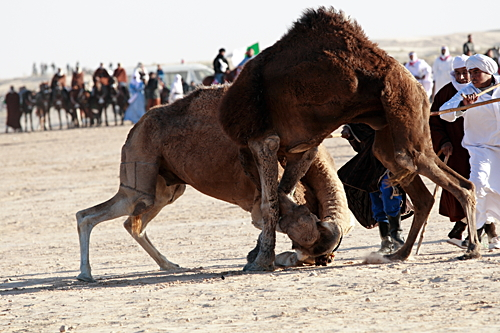
Combat de dromadaires organisé au 43 Festival international du Sahara à Douz (Tunisie), 2010

Un important nombre de combats d'animaux domestiques et semi-domestiques existent et ont existé :
- Le combat de coqs a été exclu du périmètre de répression de l'article 521-1 du Code Pénal lorsqu'il est l'objet de traditions ininterrompues, il est toujours autorisé en France dans le Nord-Pas-de-Calais, à La Réunion, en Guyane, aux Antilles françaises et en Polynésie française[1]. À l'étranger, au moins une dizaine de nations/régions autorisent encore ce type de combats, comme l’Écosse et l’Andalousie.
- Le combat de chiens (combat entre chiens)
- Le combat d'étalons (combat entre chevaux)
- Le donkey-baiting (combat entre un âne et plusieurs chiens)
- Le horse-baiting (combat entre un cheval et plusieurs chiens)
- Le combat de reines (ou bataille de reines) (combat entre plusieurs vaches)

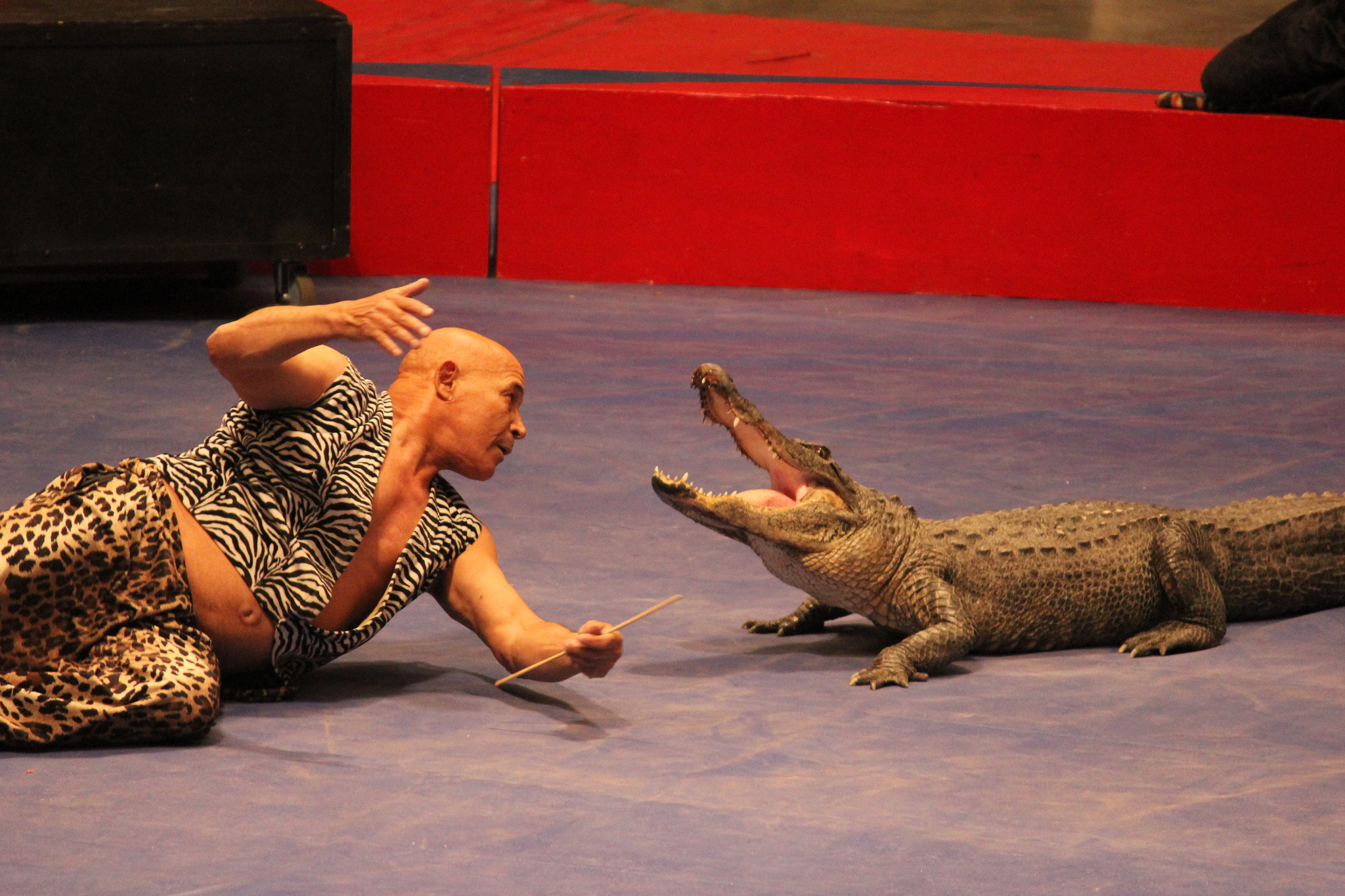
Tahar Douis hypnotisant un alligator à l'auditorium d'Omaha, (États-Unis), 2014

- Le tōgyū (combat de taureaux)
- La lutte sur pieuvre

#### Sports hippique et équestre

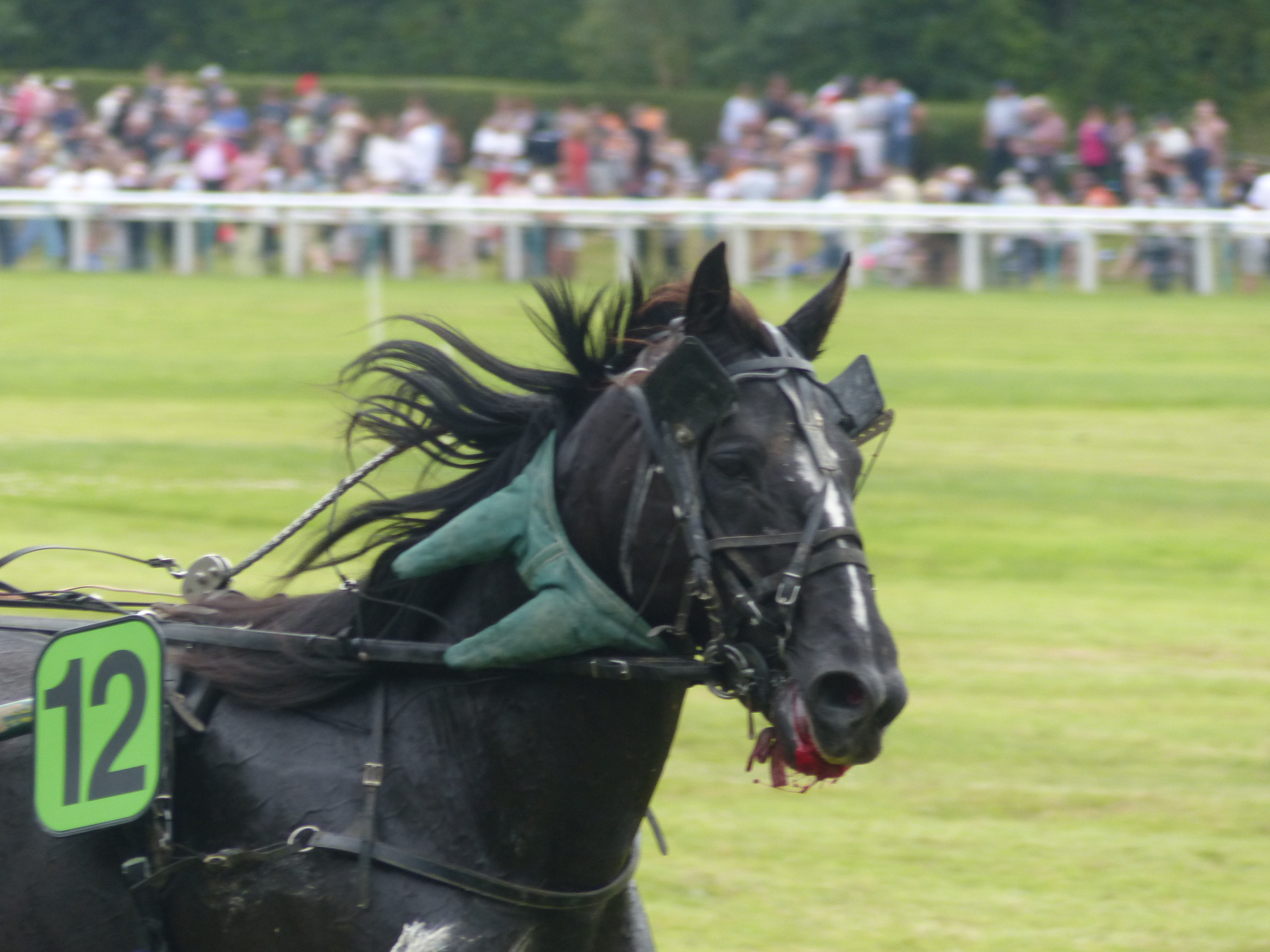
Cheval faisant une hémorragie pulmonaire lors d'un exercice de course de chevaux.

La maltraitance des chevaux et poneys regroupe à la fois :
- Les mauvais traitements volontaires : usage abusif des éperons et cravaches, hyperflexion forcée de la nuque (rollkur), marquage au fer rouge, mors fin à bras de levier excessif, attache de la langue (artifices (sport hippique)), muserolle trop serrée, usage de cloches alourdies, utilisation de la méthode du barrage (consiste à monter volontairement une barre d'obstacle au moment du saut du cheval pour l'inciter à sauter plus haut), serrage volontairement excessif des guêtres de protection (induit une douleur si le cheval fait une barre), application de produits chauffants sur les membres pour que le cheval lève haut les antérieurs, etc.
- Le surmenage : demande d'efforts excessifs dans leur intensité, leur durée ou leur répétition menant à l'épuisement du cheval et au développement de pathologies de fatigue (myosite d'effort (coup de sang), déshydratation, hémorragie pulmonaire liée à l'effort, tendinite, fracture de fatigue, état de dépression, etc.)
- La négligence : pâturage dans un endroit sans nourriture, sans eau, absence de soin vétérinaire, manque de sortie d'un cheval au box ou à l'attache, suralimentation d'un cheval obèse, absence de soin de maréchalerie, privation d'interaction avec les congénères, etc.
- La méconnaissance : un cavalier inexpérimenté qui tire trop sur la bouche de son cheval, qui ne reconnaît pas les signes de douleur ou de boiterie, mauvais usage du harnachement

La maltraitance des chevaux peut avoir lieu dans toutes les disciplines, du saut d'obstacle à l'équitation western en passant par l'attelage et les courses hippiques et à tous les niveaux, du cavalier poney débutant au niveau professionnel.

#### Transport des animaux

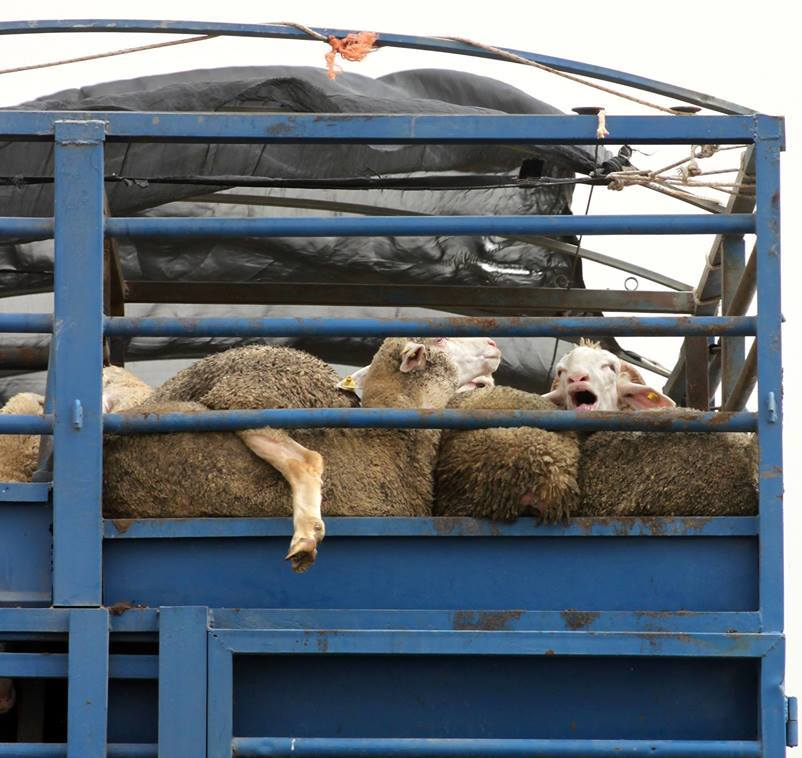
Moutons envoyés vivants de Serbie vers Ramallah (Autorité palestinienne), 2015

### Maltraitances liées aux conditions d'élevage et d'abattage

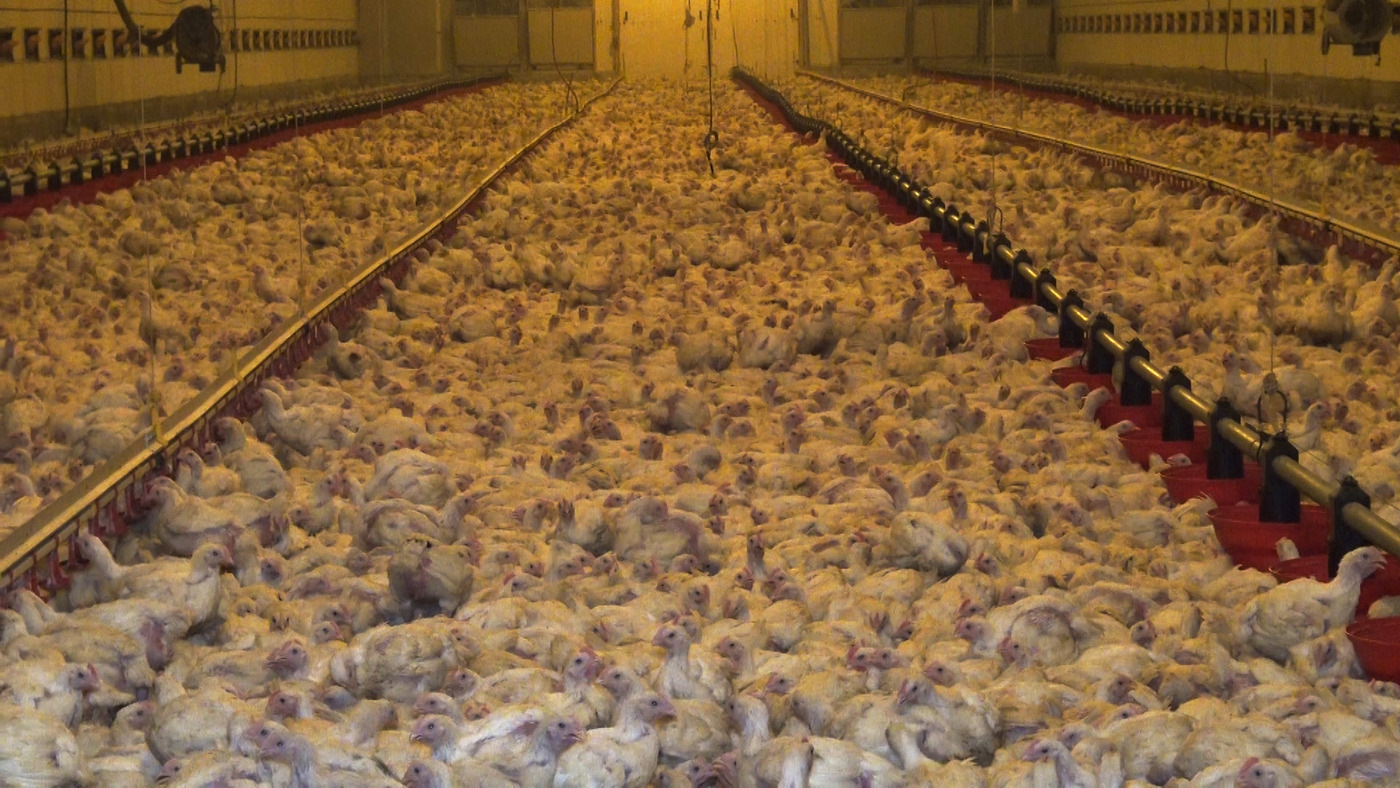
Élevage intensif de poulets à Doux (Vendée), 2017

- Traction animale

#### Identification animale
- Marquage au fer
- Étiquette d'oreille
- Mouchette à taureau

#### Ablation de membres ou d'organes
Aussi, plusieurs formes de maltraitance sur les animaux représentées par l'ablation d'un organe ou d'un membre comme l'essorillement (coupe des oreilles), l'écornage (coupe des cornes), la caudectomie (coupe de la queue), la castration, (coupe des organes reproducteurs) et l'onyxectomie (coupe des griffes) de surcroît lorsque ces opérations sont réalisées sans anesthésie.

#### Gavage forcé

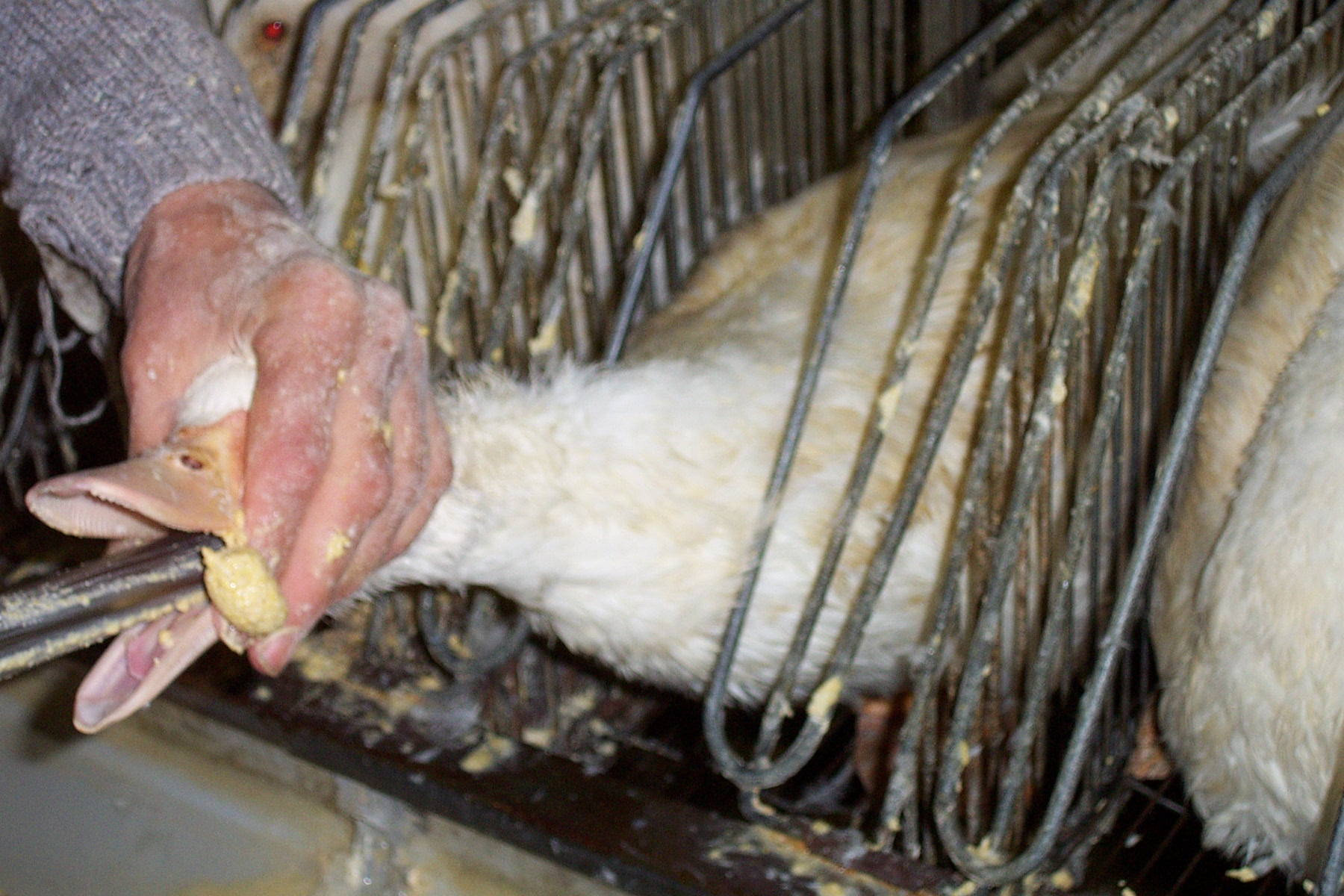
Le gavage et l'élevage en batterie d'un canard mulard, tels que le documente le groupe de défense des animaux Gaia.

La Directive européenne du 20 juillet 1998 dispose qu'« aucun animal n'est alimenté ou abreuvé de telle sorte qu'il en résulte des souffrances ou des dommages inutiles » ; or, le rapport du Comité scientifique de la Commission Européenne de la santé et du bien-être des animaux du 16 décembre 1998, constatant que le taux de mortalité en cours de gavage serait multiplié par dix ou vingt, que le « niveau de stéatose (obtenu) pourrait être considéré pathologique » et que la « quantité importante d'aliments intubés rapidement au cours du procédé de gavage provoquerait une distension de l'œsophage, une augmentation de la production thermique et du halètement, et l'excrétion de matières fécales semi-liquides », conclut que « le gavage, comme il est pratiqué aujourd'hui, est préjudiciable au bien-être des oiseaux ».
Selon l'association de protection animale L214, « la majorité du foie gras de canard vendue en France est non conforme à la réglementation européenne ». En effet, la recommandation européenne concernant les canards précise que leur système d'hébergement doit notamment leur permettre de « se retourner sans difficulté », « battre des ailes » et « interagir normalement avec d'autres individus », ce que n'autorisent pas les cages individuelles de contention (épinettes), utilisées par 80 % des éleveurs.
Cette interdiction, qui devait prendre effet au 1er janvier 2005 pour les nouvelles installations et au 1er janvier 2011 pour toutes les exploitations, a été reportée unilatéralement de 5 ans, par le ministre de l'agriculture, Dominique Bussereau. Le 19 juin 2009, un collectif d'organisations de protection animale composé de la Fondation Brigitte-Bardot, de la Société protectrice des animaux, Peta et L214, déposent une plainte formelle auprès de la Commission européenne, à l’encontre de la France, pour non-application de la recommandation concernant les canards de Barbarie et les hybrides de canards de Barbarie et de canards domestiques.

#### Abattage cruel

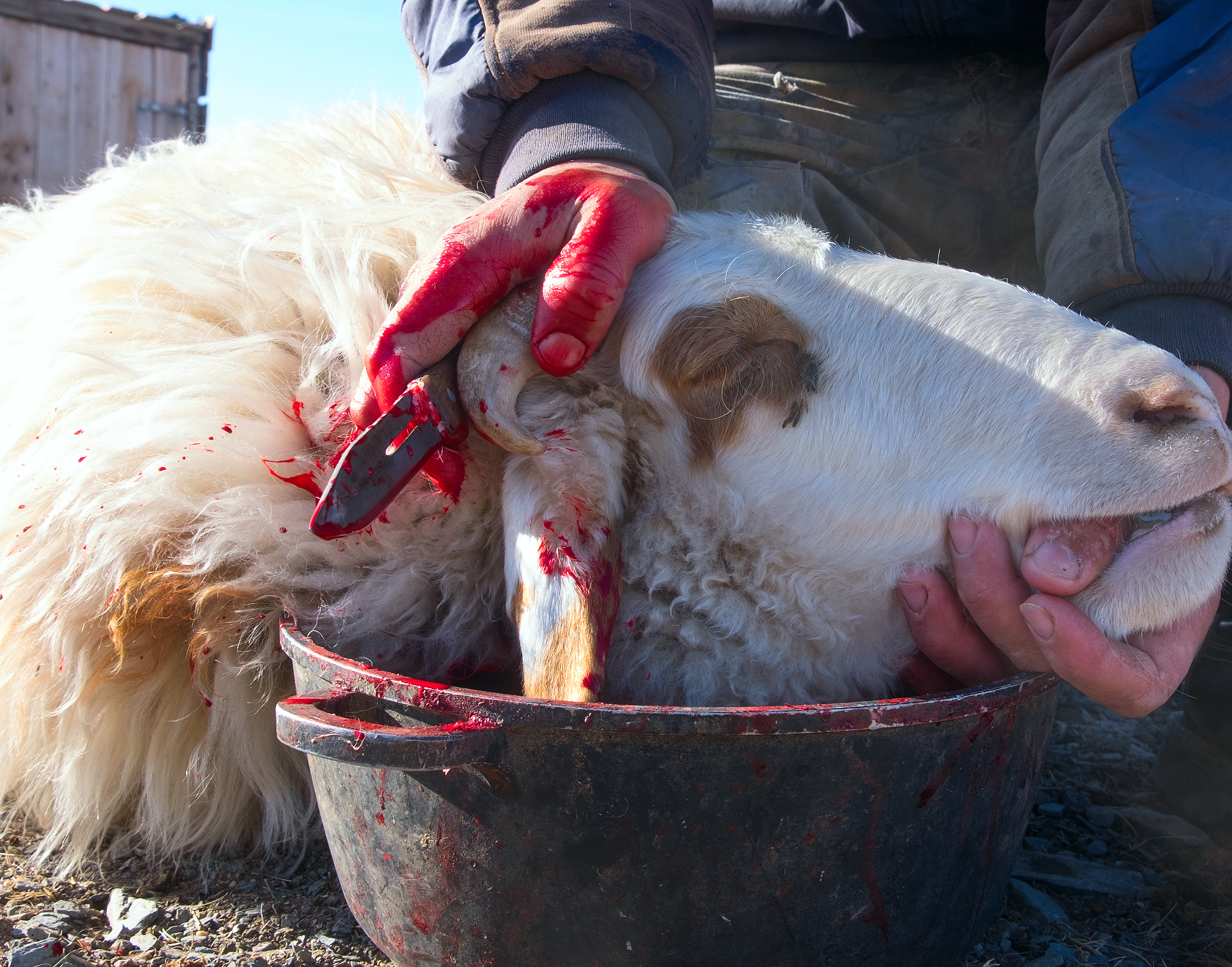
Abattage sans précaution d'un animal dans les montagnes de l'Altaï, 2016

Les associations de défense animale s'insurgent contre ces pratiques, leurs objectifs sont de faire respecter le bien-être animal, mais également de sensibiliser le grand public. Il en existe beaucoup, mais les plus connus sont l’AFAAD, la PETA, l’OABA ou encore L214. Ces associations utilisent toutes des méthodes plus ou moins radicales, allant de la simple recherche de dons, à la publication de pétitions, en passant par le recueillement d’animaux sauvés des abattoirs. Certaines d’entre elles vont jusqu’au recours en justice contre des établissements ou personnes civils, lorsque des faits de maltraitance sont avérés. L214 a d'ailleurs réussit à faire condamner le couvoir St François situé dans le Finistère à verser 19000 euros d'amende après la diffusion d'une vidéo prise par un ancien employé. Dans cette vidéo, on y voyait des poussins se faire broyer vivants.
L214 publie régulièrement des vidéos tournées clandestinement dans des abattoirs français.

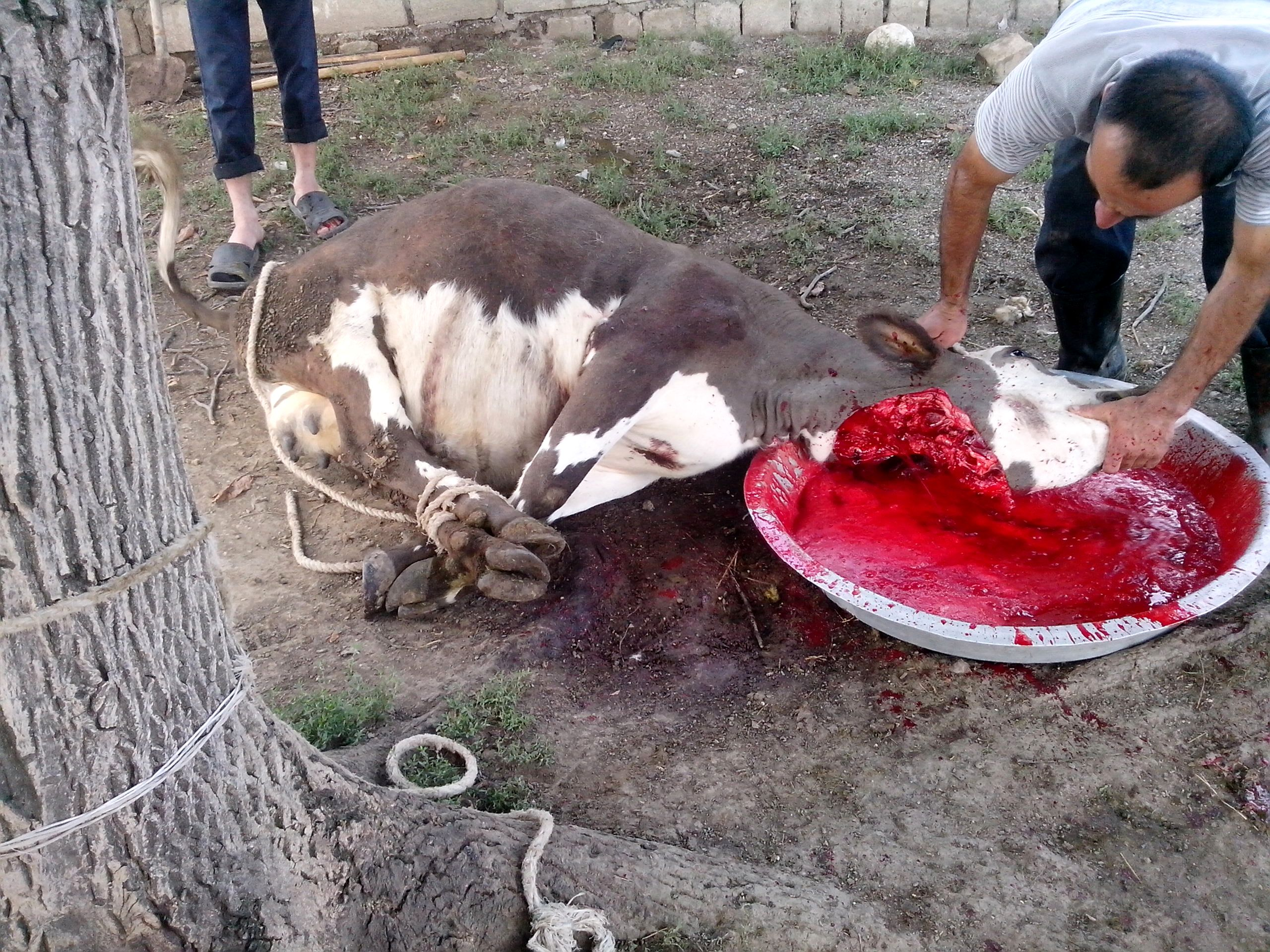
Abattage d'une vache en Azerbaïdjan

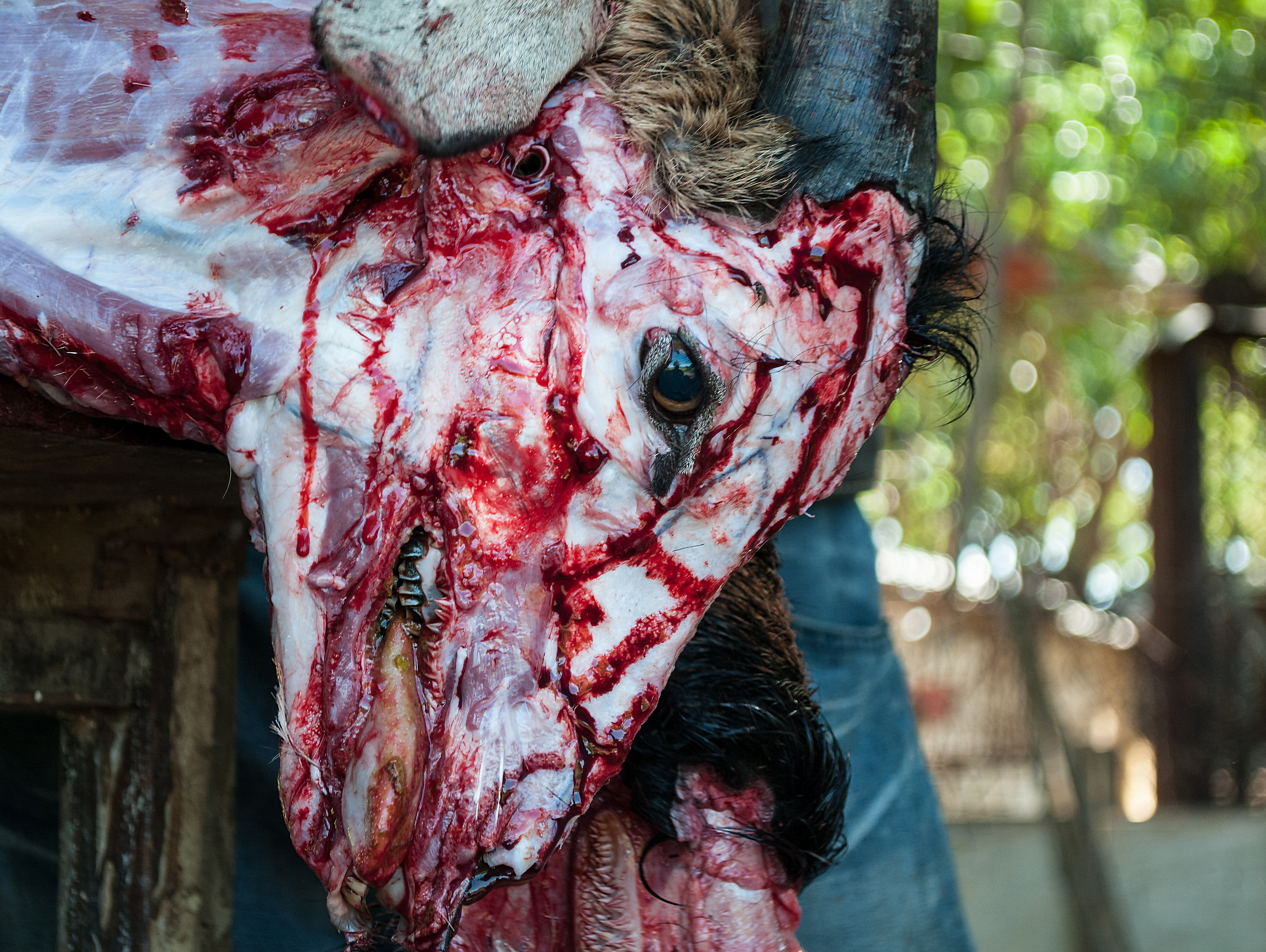
Abattage d'une chèvre pour Noël

Lors des abattages des animaux, l'utilisation du pistolet d'abattage est requise. Cependant, dans la recherche de gain de temps ou d'argent, ou dans le cadre d'abattages rituels religieux, ce genre de moyen n'est pas utilisé dans certains cas. S'ensuit éventuellement, une mort lente et douloureuse qui peut être réalisée par différents types d'abattage :
- Abattage sans étourdissement
- Abattage rituel (voir abattage rituel des animaux en France)[12]
- Abattage par eau bouillante (comme l'est pratiqué sur les chiens et chats au festival de la viande de chien de Yulin, en Chine)
- Abattage par jugulation (voir Shehita, casheroute, dhakât)[11],[12]
- Abattage par noyade
- Abattage des poussins et des canetons

Toutefois, certains philosophes et militants de la cause animale, comme Peter Singer, dénoncent que le fait même de tuer un animal est un acte de maltraitance.

### Maltraitances liées aux techniques de capture

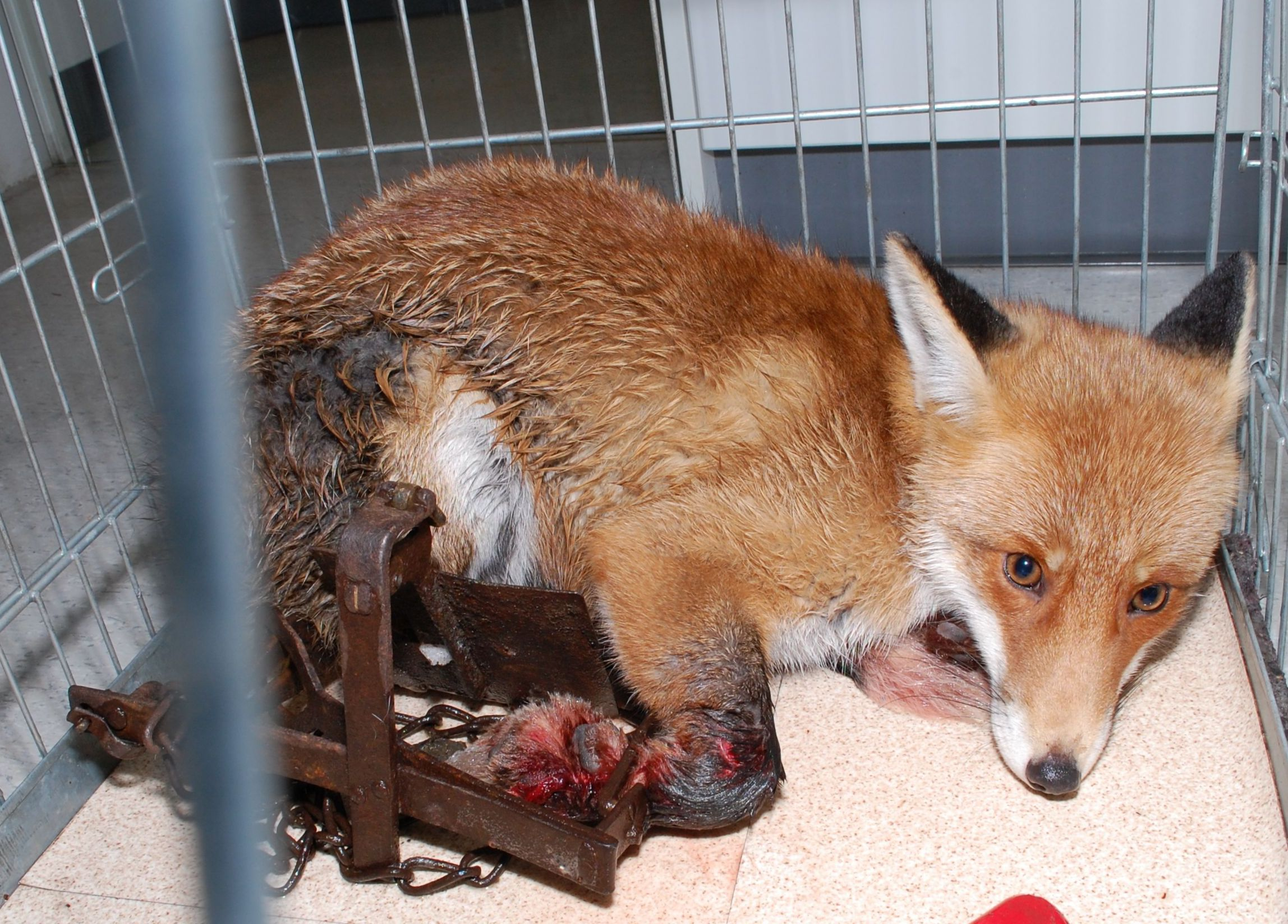
Renard souffrant dans un piège, à Eichwalde en Allemagne (puis euthanasié par un vétérinaire)

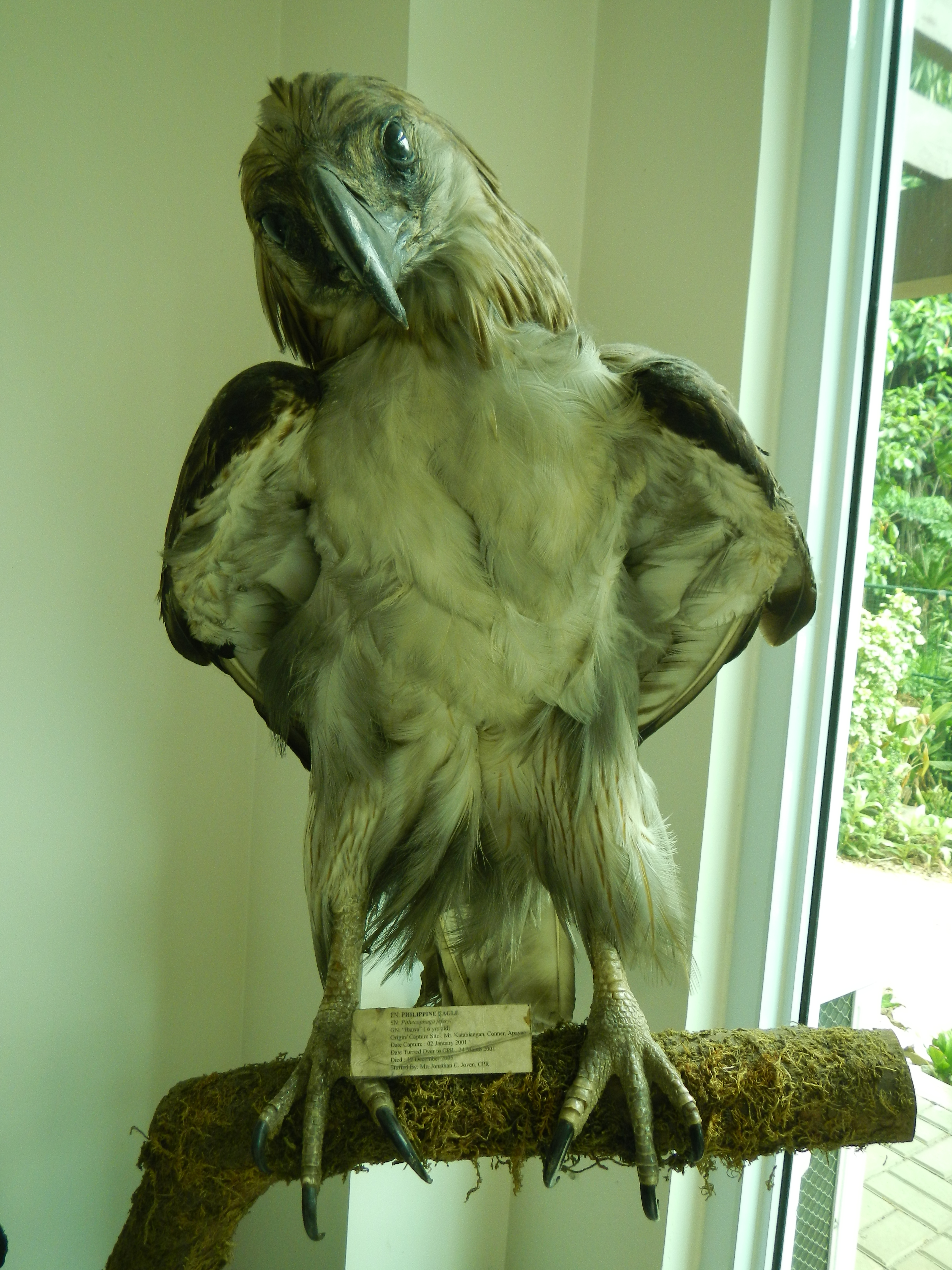
Taxidermie d'un aigle aux Philippines, 2013

La chasse et la pêche constituent également une forme de cruauté envers les animaux, avant-tout au sein de la pratique du braconnage, mais aussi dans certaines mesures notamment lors du piégeage, où l'animal peut rester plusieurs heures piégés avec de grosses souffrances (chasse) et lorsque des hameçons sont fixés dans la bouche des poissons ou bien que ces derniers soient asphyxiés, dépecés vivants (pêche)...

### Fourrure
Dans de nombreux pays encore, de nombreux animaux voient leurs fourrures être enlevées à vif, sans anesthésie ni étourdissement. Ils sont donc dépouillés vivants, connaissant des douleurs terribles.

### Bile d'ours
La bile d'ours est le nom d'une partie de l'ours qui est prélevé directement sur l'ours sans anesthésie.

### Maltraitances liées à la culture
Particulièrement présente dans les fermes et les demeures de culture anglosaxonne, le tournebroche à chien se présente comme une grande roue de bois en forme de cage circulaire, placée contre le foyer et dans laquelle on enferme ce chien court sur pattes. Il s'agit du turnspit dog, canidé suffisamment petit pour entrer dans une roue à tournebroche qui s'apparente au Welsh Corgi (« corgi gallois » en français) et dont le nom est issu du gallois « Cor ci » signifiant « chien nain »,.

### Maltraitances liées au tourisme

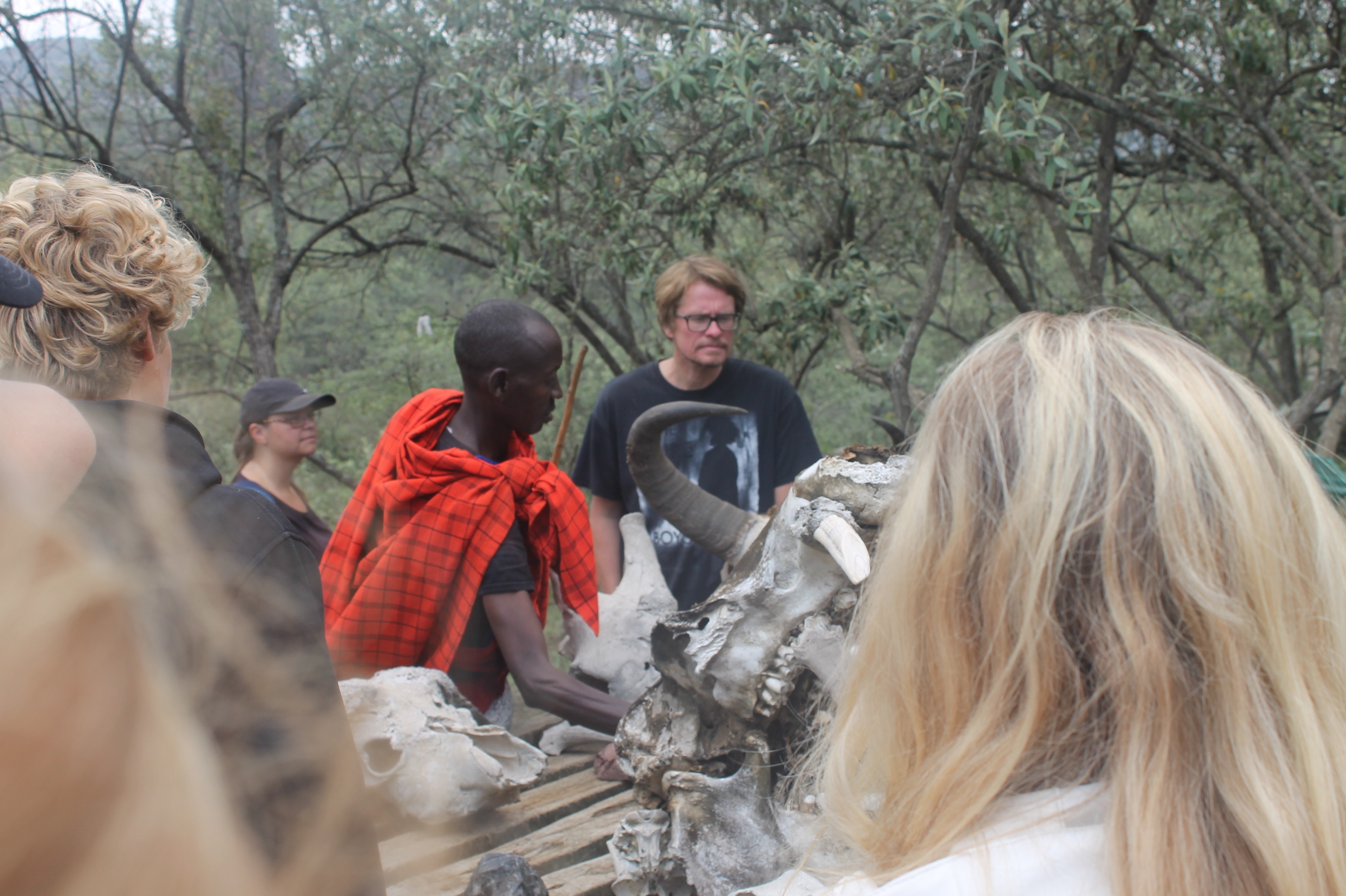
Guide Masaï montrant aux touristes des squelettes d'animaux, parc national Hell's Gate au Kenya, 2017

La maltraitance animalière est existante dans tous les pays, et se cache également derrière des attractions animalières paraissant à première vue comme étant un divertissement pour les touristes. En effet, les plus grands pays touristiques attirent les touristes en leur proposant des attractions animalières. Les touristes viennent « visiter » ces animaux par respect et surtout par amour pour eux ; et tentent de les approcher, de les caresser, de les nourrir et de les photographier afin d’emmener avec eux de bons souvenirs. Or, l’envers de ce décor agréable montre en réalité les souffrances affligées à ces animaux afin de rendre possible l’attraction.
L’ONG WAP (world animal protection) a mené une étude sur les conditions de traitement sur les animaux dressés afin de divertir les touristes et ceci dans le but d’informer les touristes de l’impact de ces attractions sur le bien-être des animaux.
Les attractions paraissant agréables telles que : se balader à dos d’éléphant, prendre un selfie avec des tigres, marcher au milieu des lions, découvrir les fermes de café de civette, observer les fermes de crocodiles, d’ours, les singes dansants, des serpents s'élevant au son d'une flûte et d’autres ; cela est en réalité une forme de maltraitance pour ces animaux. Les touristes qui payent pour nourrir, caresser, câliner les animaux n’ont pas réellement conscience des modalités d’élevage et de dressage.
La majorité de ces animaux sont capturés et arrachés à leur mère dès leur plus jeune âge. Ils subissent de nombreuses maltraitances telles que : enfermement dans des cages surpeuplées sans divertissement, stress, enchaînement, privation d’eau et de nourriture et ceci dans le but d’être dressés de manière à divertir les touristes.

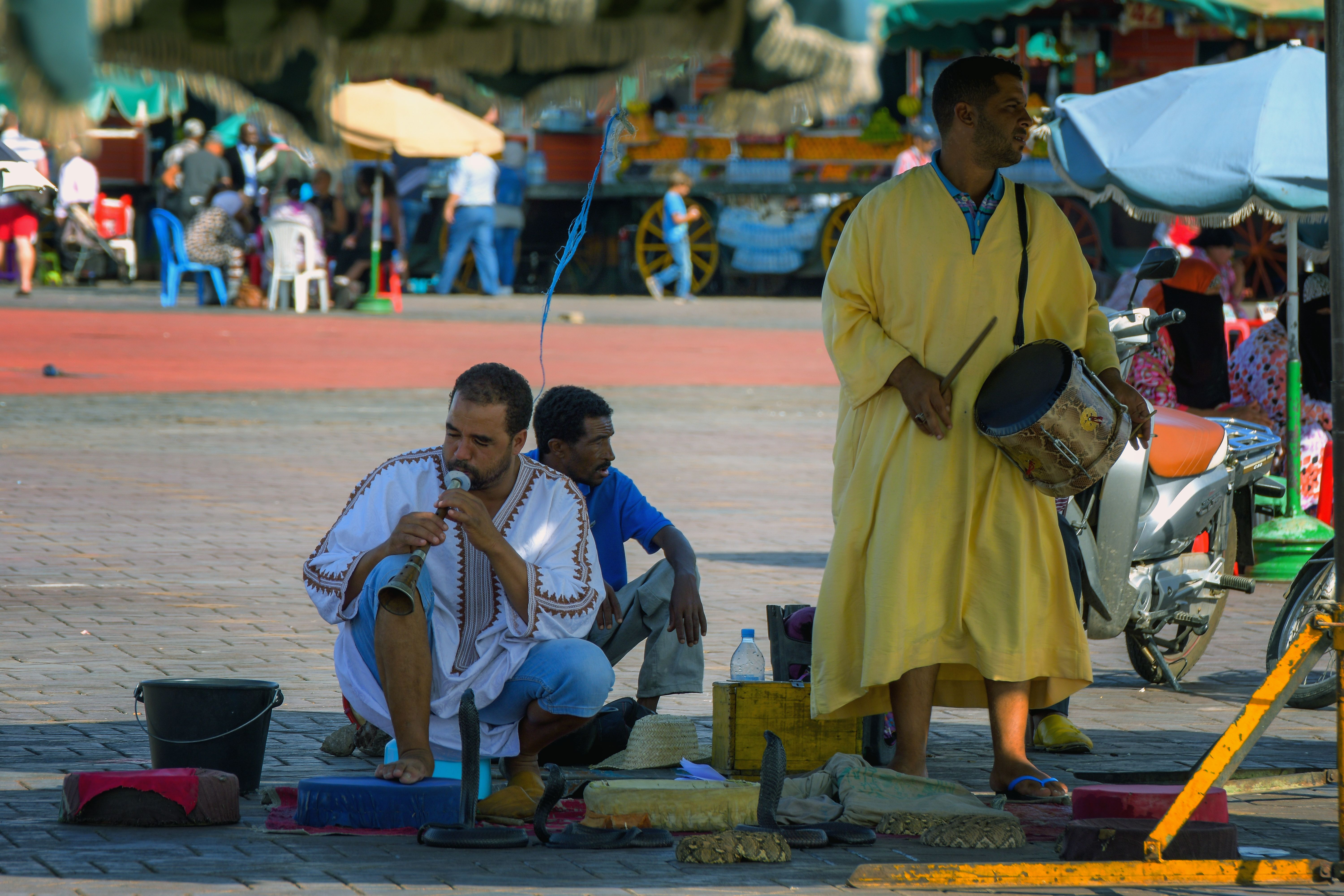
Danse du serpent sur la place centrale de Marrakech (Maroc), 2017

Les moyens utilisés afin de rendre possible l’attraction sont parfois horribles, comme le serpent qui se voit arracher ses crocs avec une pince en métal, ou le cobra dont la production de venin est bloquée, entraînant des infections douloureuses et parfois la mort de celui-ci, ou encore, l'enfermement des civettes dans des cages surpeuplées et soumises à un régime alimentaire limité aux cerises afin de produire plus de café. Les civettes étant sous stress constamment vont parfois jusqu'à l’automutilation pour mettre fin à leurs jours.
La majorité de ces animaux vivent dans des conditions misérables qui ne respectent aucunement leurs besoins. En effet, ils sont privés de leur espace, de la vie en groupe et de l’hygiène.
Les attractions qui attirent des milliers de touristes, sont en réalité un calvaire pour ces animaux qui doivent obéir à leur dresseur. Dans le cas contraire, ils subissent des violences, et sont privés d’eau et de nourriture. Les touristes éblouies par ces activités, ont perdu leur capacité de réflexion et ne voient pas le côté : violence dont les dresseurs font preuve pour contenter le commerce autour des animaux.

### Maltraitances liées au cinéma et à la télévision
Pour les besoins de la production de films, des animaux ont été longtemps victimes de maltraitance ou tués lors de tournages. Parmi ces films, on trouve La Porte du paradis de Michael Cimino, dans lequel de nombreux animaux ont été brutalisés et même tués durant le tournage. Cimino a volontairement tué des poulets et saigné des bœufs pour enduire les acteurs de leur sang. Un autre exemple est le film sud-coréen L'Île de Kim Ki-duk. De nombreux animaux ont été tués dans le film controversé Cannibal Holocaust. Ces images incluent notamment le massacre d'une tortue et la décapitation d'un singe.

### Négligence

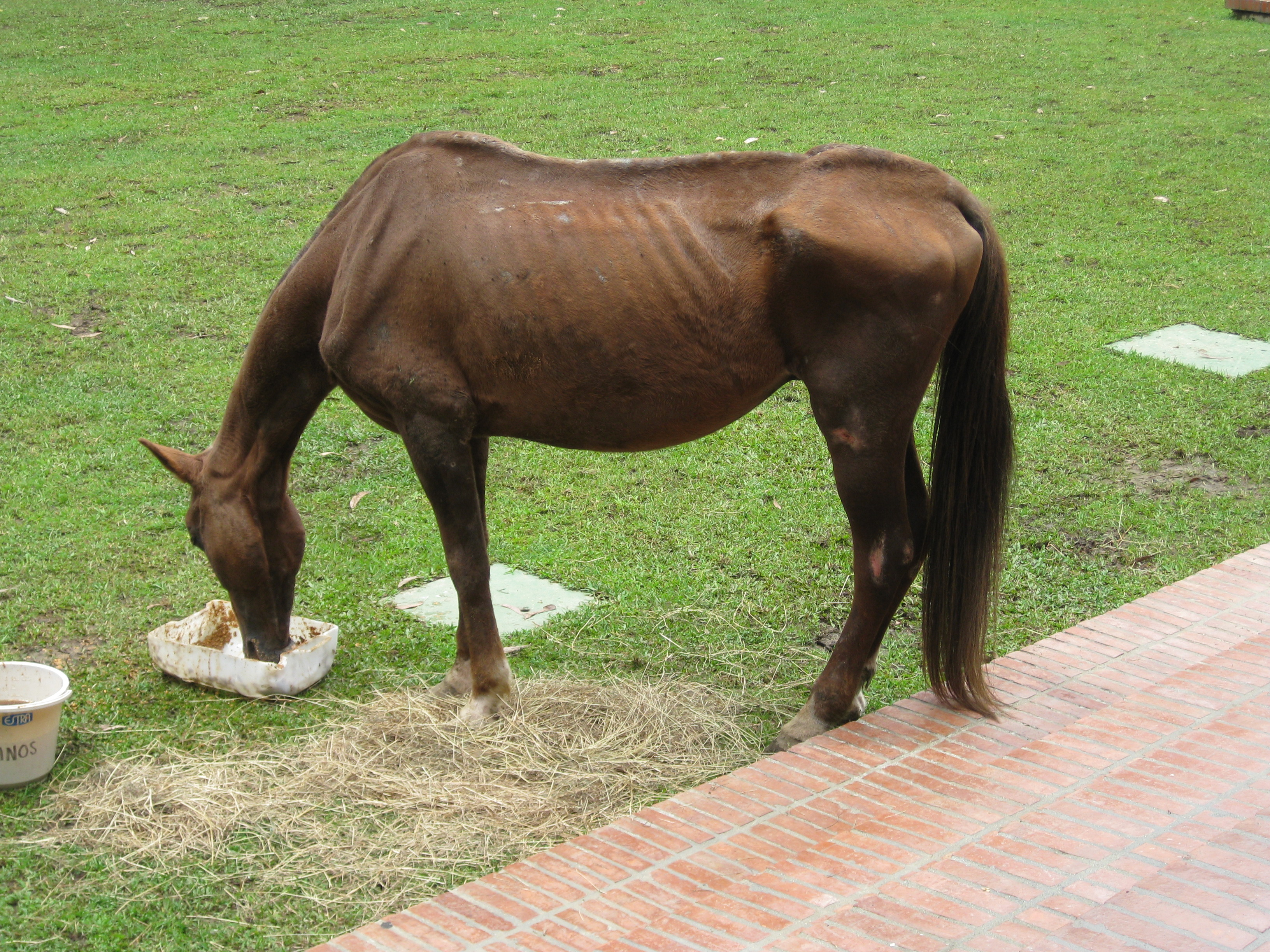
Un cheval recueilli alors qu'il mourait de faim.

Il existe plusieurs raisons pour qu'un individu puisse maltraiter un animal. La cruauté envers les animaux est menée par divers agissements (ou manque d'agissement). Apprendre la cruauté sur un animal révèle des niveaux comportementaux chez ceux qui la pratiquent.
Des exemples de négligence incluent la faim, la déshydratation, des infections parasitaires, un collier serré autour du cou d'un animal, un abri inadéquat dans des mauvaises conditions de météo, et des manques de soins vétérinaires lorsqu'ils sont nécessaires. Dans certains cas de négligence, il est possible qu'un individu ne puisse s'occuper d'un animal car il ne connait que peu de chose ; dans ce cas, un spécialiste peut donner les informations nécessaires à cet individu et revoir la situation. Dans des cas plus sérieux, l'individu se voit retirer son animal pour cause vétérinaire.

## Lois et mouvements de défense pour les animaux

### Législation sur la protection animale

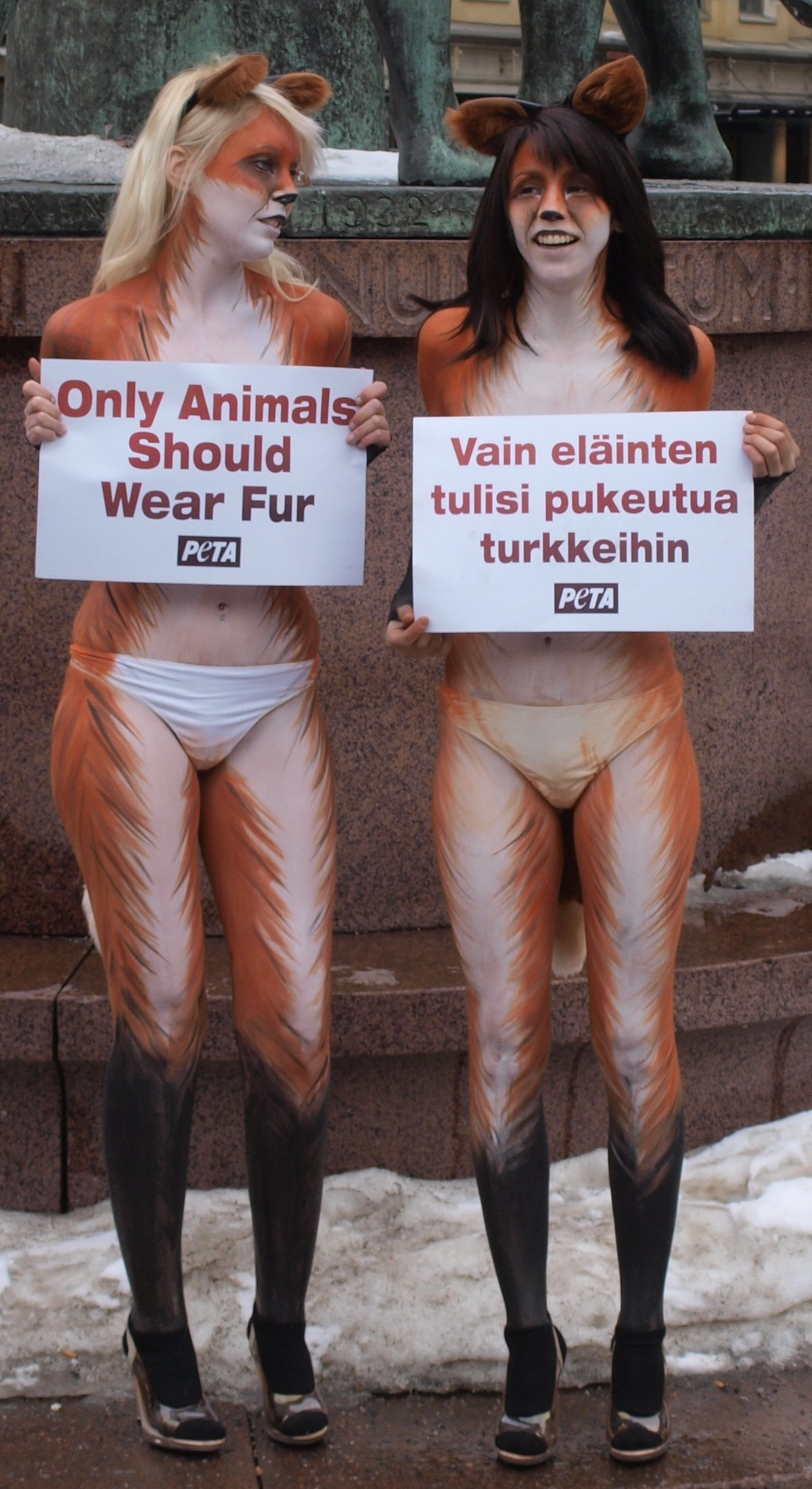
Manifestation de l'organisation PETA à Helsinki en Finlande contre l'exploitation de la fourrure animale.

#### Au Canada
En droit pénal canadien, les articles 445 C.cr., 445.01 C.cr. et 445.1 et 446 C.cr. du Code criminel sont les dispositions principales qui répriment la cruauté envers les animaux.

#### En France
Le Code pénal punit suivant l'article 521-1, toute personne commettant un acte de cruauté ou de maltraitance sur un animal domestique, ou apprivoisé, ou tenu en captivité d'une peine de prison pouvant aller jusqu'à deux ans d'emprisonnement et d'une amende de 30 000 euros.
L'article 521-2 du même code, vise quant à lui les expériences faites sur les animaux et punit ses auteurs des mêmes peines qu'à l'article précédent. En cas de blessure ou de mort involontaire la peine est de 450 euros.
Le Code rural punit via les articles R.214-17 et R.214-18, notamment le fait de ne pas nourrir un animal (domestique, apprivoisé ou captif) ou de ne pas lui prodiguer les soins nécessaires. Pour mauvais traitement de l'animal, le propriétaire devra s'acquitter d'une amende de 750 euros.

#### Ailleurs dans le monde
Plusieurs pays de par le monde ont instauré des lois afin de lutter contre la cruauté ou maltraitance envers les animaux,.
Concernant l'expérimentation animale, une charte nommée Déclaration de Bâle, a été publiée fin 2011 et signée par de nombreux laboratoires et chercheurs, dans laquelle les signataires s'engagent à ne plus faire souffrir les animaux dans le cadre de leurs recherches.
Pour les tests effectués sur les animaux dans le milieu de la cosmétique, l'Union européenne fait évoluer régulièrement les lois afin de faire cesser petit à petit ce genre de pratique. 2004 et 2009 ont été des années importantes marquant l'interdiction de certaines méthodes sur les animaux.
Enfin, l'Union européenne a publié en 2009 un règlement encadrant la manière dont peuvent être mis à mort les animaux au sein de l'Union.
Beaucoup de marques de la cosmétique "traditionnelle" effectuent des tests sur les animaux car la plupart sont implantées physiquement en Chine et sont donc contraintes d'effectuer des tests sur les animaux comme dit plus haut.
Le fait qu'une marque soit certifiée biologique ne garantit pas qu'elle ne teste pas sur les animaux et une marque qui n'est pas certifiée biologique ne teste pas sur les animaux pour autant.

### Mouvements associatifs
Du fait notamment des associations qui luttent pour le bien-être des animaux, ces derniers sont, depuis le lendemain de la publication au JO du 17 février 2015 de la loi relative à la modernisation et à la simplification du droit et des affaires intérieures dans le Code civil, reconnus comme des "êtres vivants doués de sensibilité" (nouvel art. 515-14) ; l'article 528 n'indique plus expressément que des animaux sont des meubles, suscitant des débats sur l'exact statut juridique de l'animal, devant selon certains, être considéré comme un bien et selon d'autres, ne pas être considéré comme tel.
Les principales associations sont : La Fondation 30 Millions d'amis, la Société protectrice des animaux (SPA) et la confédération nationale des SPA de France.
Ces associations luttent contre l'abandon, la violence, le trafic et l'exploitation illégale des animaux (cosmétiques, fourrures).
Les numéros d'urgences sont ceux utilisés pour les humains soit le 17 et le 112 pour alerter d'une maltraitance animale.
Animal studies est une communauté composée de membres qui dénoncent toutes les souffrances infligées aux animaux et soutiennent la cause animale ; ils militent pour l’intérêt des animaux et contribuent à l’amélioration de leur vie.
Enfin, il existe également la Journée Internationale pour les Droits des Animaux (JIDA), journée anniversaire de la ratification de la Déclaration des Droits de l’Homme, diverses actions de sensibilisation sont organisées en France et dans le monde autour du 10 décembre 2015 pour promouvoir la reconnaissance des droits fondamentaux des animaux non humains à ne pas servir les intérêts humains.

### Soutien des célébrités

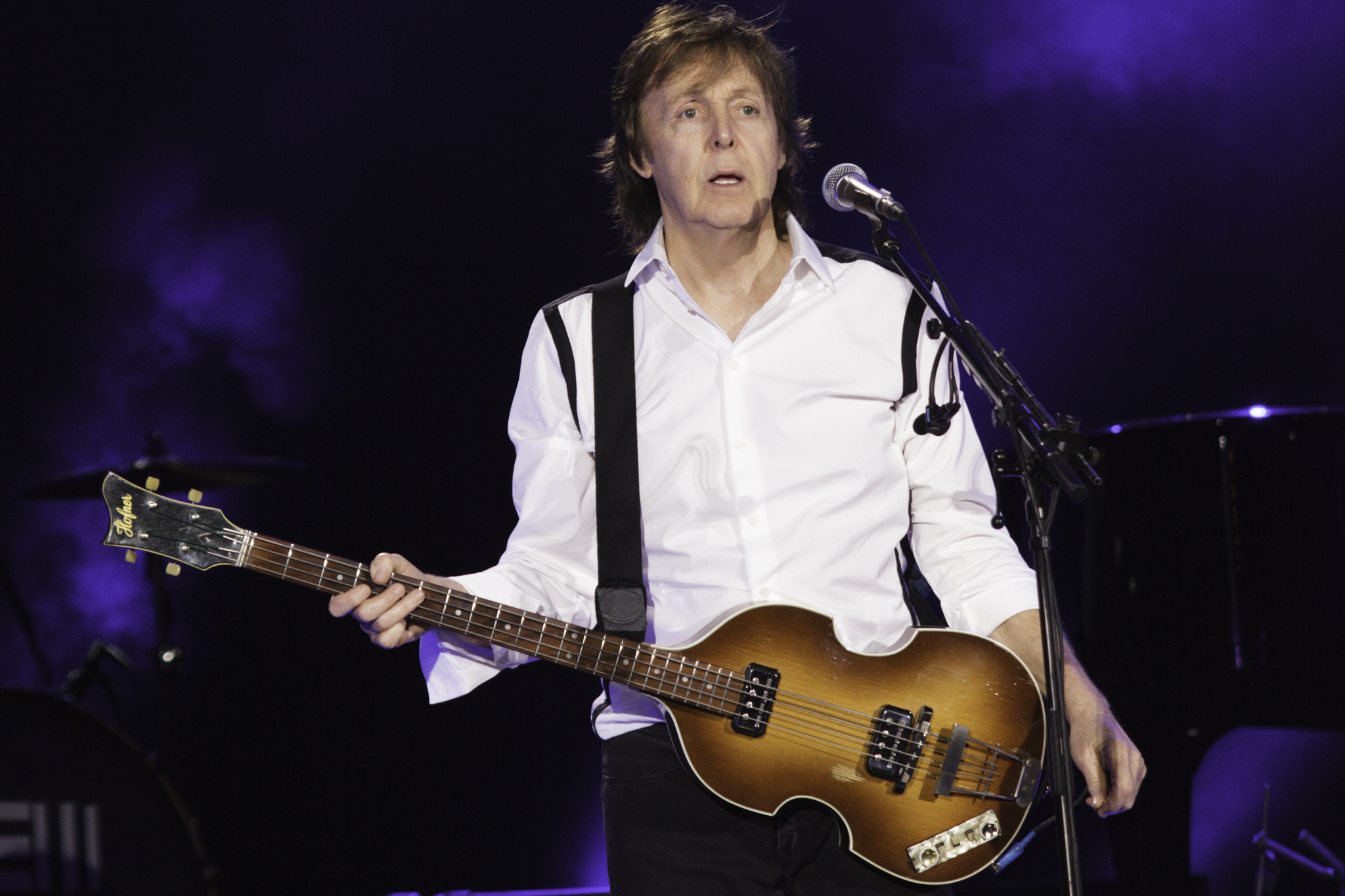
Paul McCartney, ancien membre des Beatles, défenseur des droits des animaux.

Parmi les principales personnalités dénonçant la maltraitance des animaux, on compte Brigitte Bardot. Elle a notamment fondé sa propre association Fondation Brigitte-Bardot (FBB) en 1986.
On retrouve également d'autres personnes connues qui luttent pour la protection animale : récemment[Quand ?] c'est Pamela Anderson qui a combattu à l'Assemblée le gavage d'oies et a également été reçue au Kremlin pour appeler à lutter contre la chasse à la baleine.
Paul McCartney, ancien membre des Beatles, est une personnalité britannique très active dans la promotion des droits des animaux et du végétarisme depuis les années 1990.
Rémi Gaillard est un vidéaste et activiste de la cause animale français.

## Humanisation et pensée sociologique
L'animal de compagnie est de nos jours considéré comme un membre de la famille à part entière ; ainsi la maltraitance envers un animal est de moins en moins tolérée car même l'animal sauvage est associé à l'animal de compagnie. Ainsi, aujourd'hui on est plus enclin à prendre soin de notre animal qu'à le violenter, c'est pourquoi de nombreux centres médicaux, de soins (salon de toilettage) et d'animaleries émergent ; tout un commerce est élaboré autour des animaux.

### Naissance de la sociologie pour les animaux
Ce sont les folkloristes, de la fin du XIXe siècle et du début du XXe siècle, qui ont été les précurseurs de l’étude des rapports entre les humains et les autres animaux en France. Mais ce n’est qu’une décennie plus tard, avec Claude Lévi-Strauss (1962) sur les modes de catégorisation du vivant, de l’anthropologie des techniques d’André Leroi-Gourhan (1945 ; 1964-1965) et les recherches d’André-Georges Haudricourt (1962), que l’étude des relations humains/animaux se développe vraiment avec l’essor de l’ethnozoologie puis de l’ethnozootechnie.

### Médecine
La médecine a beaucoup évolué pour les animaux, entre les propriétaires qui maltraitent leurs animaux et ceux qui veulent en prendre soin comme leur enfant. Ainsi, on assiste à une expansion des centres vétérinaires soit 17 571 en France. Ces derniers exercent soit en tant que praticiens ou dans une clinique pour animaux de compagnie. Ils dispensent de soins comme ceux qu'on dispenserait pour un humain : l'imagerie échographique, l'imagerie scanner, l'imagerie assistée par vidéo-endoscopie, la chirurgie spécialisée, la médecine spécialisée, de la rééducation et hospitalisation.

### Cimetière
Le cimetière des chiens d’Asnières est le plus connu et a été créé pour but de s'indigner contre le fait de jeter son animal à la Seine ou à la poubelle après son décès et ainsi lui accorder un lieu où il reposerait en paix. Le cimetière abrite environ 3 000 sépultures et compte plus de 100 000 inhumations à ce jour. Ce cimetière est composé de tombes dignes d'un cimetière humain : on peut lire sur les épitaphes : « Ma fille, l'amour de ma vie, je t'aime, ta maman. » Ici, nous pouvons remarquer le désir de souligner l'humanisation « spontanée » du comportement de l'animal. On célèbre donc l'aptitude d'un animal à développer un comportement humain notamment celui de l'apport d'attention et d'amour tel qu'un enfant.[Interprétation personnelle ?]
La nomination des animaux est assez étonnante, certains d'entre eux portent des prénoms habituellement réservés aux humains, d'autres portent le nom de famille, illustrant ainsi le changement de statut qui s’est opéré depuis un siècle en faisant passer l’animal de domestique à familier puis de familier à « familial » en quelque sorte.[réf. souhaitée]

### Salon de toilettage
L'animal tout comme un humain a besoin qu'on prenne soin de lui et de son hygiène. Selon une étude de 2006[réf. souhaitée], on compte 4 200 salons de toilettage en France. Les salons de toilettage donnent accès à certains choix tel l'épilation, l'entretien des oreilles, la coupe au choix, le shampoing, le brossage, le démêlage, le lavage, la tonte et le relooking.

## Causes de maltraitance sur les animaux
L'un des signes les plus connus de psychopathologies, qui inclut le trouble de la personnalité antisociale, également connu sous le terme de trouble de la personnalité psychopathe, possède dans son histoire concernant la torture des animaux, un comportement connu sous le terme de zoosadisme. Une étude sur des patients qui ont auparavant torturé des chiens et des chats montre un fort niveau d'agressivité envers les individus, également chez un patient qui avait auparavant assassiné un jeune garçon. Robert K. Ressler, un agent de police et l'équipe scientifique du FBI ont étudié des cas de meurtres en série et note que « des meurtriers comme lui (Jeffrey Dahmer) commencent à tuer et à torturer des animaux lorsqu'ils sont enfants ».
La cruauté envers les animaux est également un comportement diagnostiqué dans la triade Macdonald, indicateurs de comportement antisocial violent chez les enfants et adolescents. D'après les études qui ont formé ce modèle, la cruauté envers les animaux est un comportement commun (mais pas universel) chez les enfants et adolescents qui grandissent et peuvent devenir des meurtriers ou autres criminels à comportement violent.
Il a également été découvert que les enfants qui martyrisent un animal auraient assisté ou auraient été eux-mêmes victime d'abus. Dans deux cas d'études, menées par la Humane Society of the United States, environ un tiers des familles victimes de violences domestiques recenseraient au moins un enfant ayant blessé ou tué un animal.
La cruauté envers un animal est également utilisée comme une intimidation lors de violences domestiques.

## Abattage et abattoirs en littérature
- Upton Sinclair, La Jungle (1906)
- Beat Sterchi (de), La Vache (roman) (de) (1983)[42]
- Joël Egloff, L'Étourdissement (2005)
- Claude Izner, Le Talisman de la Villette (2006)
- Joy Sorman, Comme une bête (2012)
- Timothée Demeillers, Jusqu'à la bête (2017)
- Geoffrey Le Guilcher, Steak machine (2017)
- Errol Henrot, Les Liens du sang (2017)
- Joseph Ponthus, À la ligne (2019)